# Polyzosteria oculata
Polyzosteria oculata är en kackerlacksart som beskrevs av Johann Gottlieb Otto Tepper 1893. Polyzosteria oculata ingår i släktet Polyzosteria och familjen storkackerlackor. Inga underarter finns listade i Catalogue of Life.